# József Ijjas

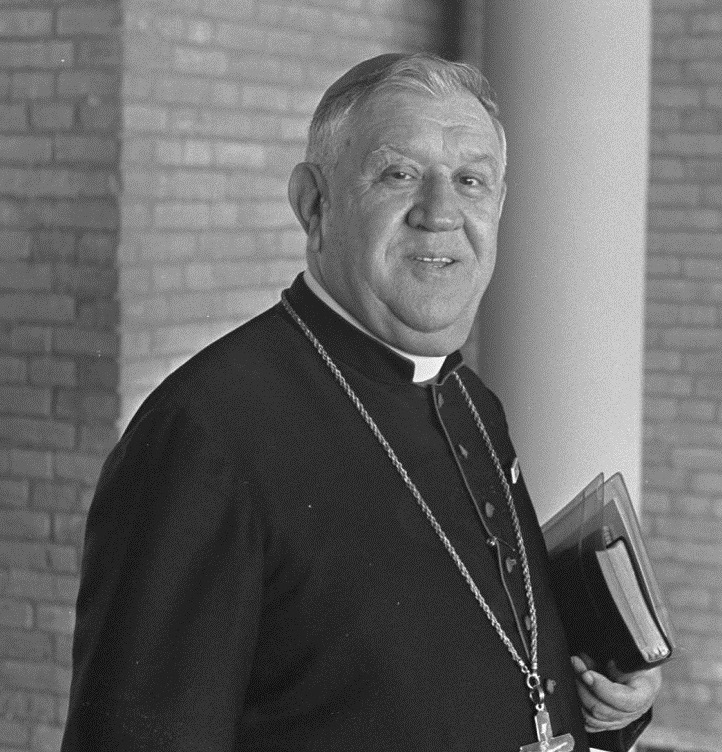

József Ijjas (* 5. November 1901 in Baja, Österreich-Ungarn als József Ikotity; † 29. April 1989 in Kalocsa, Ungarn) war ein ungarischer Geistlicher.
Ijjas machte ein Abitur in Baja und Kalocsa. Er studierte Theologie in Budapest.
Ijjas wurde am 14. Juni 1925 zum Priester geweiht. Ab 1928 studierte er am Päpstlichen Bibelinstitut. 1931 änderte er sein Nachnamen in Ijjas.
Papst Paul VI. ernannte ihn am 15. September 1964 zum Titularbischof von Tagarata und Apostolischen Administrator von Csanád. Endre Hamvas, Erzbischof von Kalocsa, weihte ihn 28. Oktober 1964 in der St.-Stephans-Basilika in Budapest zum Bischof. Mitkonsekratoren waren Sándor Kovács, Bischof von Szombathely, und Vince Kovács, Apostolischer Administrator von Vác. Am 10. Januar 1969 ernannte der Papst ihn zum Erzbischof von Kalocsa. Papst Johannes Paul II. nahm am 5. Juni 1987 seinen Rücktritt an.
Ijjas nahm an der dritten und vierten Sitzungsperiode des Zweiten Vatikanischen Konzils als Konzilsvater teil. Zwischen 1969 und 1976 war er Vorsitzender der Ungarischen Bischofskonferenz.